# A-Square Shock Power Index

ASPI-Werte nach Alphin (angelsächsisches Maßsystem) [ft*lb*in²

ASPI-Werte metrisch [Jmm²

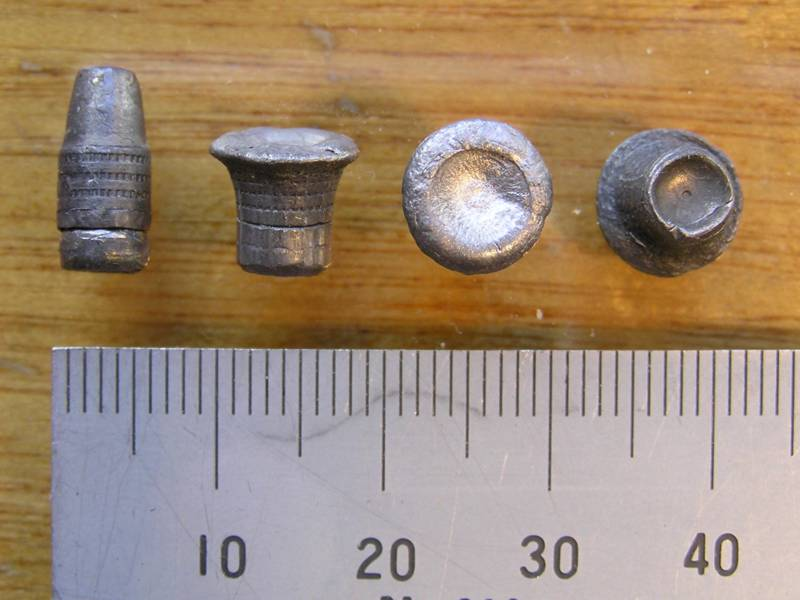
Deformationsbeispiele: Bleihohlspitzgeschosse abgefeuert mit Patronen .22lfB-Unterschallmunition

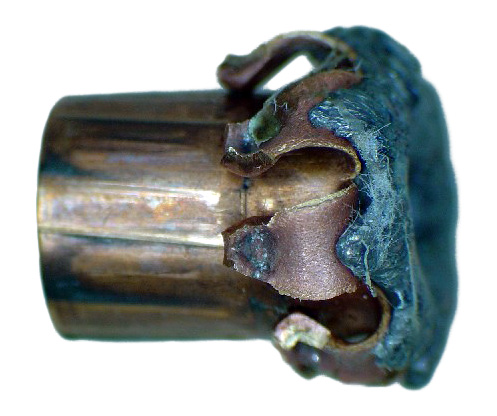
Abbildung eines aufgepilzten Geschosses, cal. 38 Special

Der A-Square Shock Power Index (abgekürzt ASPI) oder A-Square Power Index ist ein Index zur Kennzeichnung einer Geschosswirkung. Er basiert auf den Größen Energie und Querschnitt und repräsentiert damit ausschließlich die Auftreffballistik, nicht jedoch die Innen-, Außen- oder gar Wundkanalballistik. Die Projektileigenschaften und -wirkung werden somit nicht beschrieben.

## Geschichte
Die komplexen Abläufe beim Aufschlagen eines Geschosses auf ein Ziel sind schwer erfassbar. Das liegt zum einen in der komplexen Mathematik und den Grenzen der numerischen Simulation (FEM, BEM), aber auch im Fehlen der notwendigen Werkstoffkennwerte in diesen Bereichen. Dazu kommt, dass zumeist vorher unklar ist, was und wo genau getroffen wird. Somit sind die zu treffenden Annahmen für eine Berechnung sehr umfangreich.
Schon früh wurde versucht, die Wirkung eines Geschosses und den Schutz gegen dieses Geschoss vereinfacht mathematisch-physikalisch zu beschreiben. Hier seien Newton und seine Berechnung der Durchschlagskraft oder die Panzerformel genannt.
Der ASPI wurde von Colonel Arthur Brent Alphin aus dessen Erfahrungen beim Militär mit der Stoppwirkung verschiedener Kaliber entwickelt. Alphin war Gründer und Entwickler des amerikanischen Munitionsherstellers A-Square Company, welcher 2001 in Konkurs ging und von James L. Smith übernommen wurde. Seither fungiert Alphin als technischer Direktor. Alphin stellte in seinem 1996 veröffentlichten Buch Any Shot you want mit einer Variante des Penetration-Index ein Kennzahlensystem vor, um die Leistungsfähigkeit von Kalibern vergleichbar zu machen.

## Bedeutung
Kennzahlen wie ASPI haben v. a. für Polizei, Selbstschutz und Jagd Bedeutung. Für Jäger ist es wichtig, das Wild möglichst schonend und ohne Leid zu erlegen. Dazu ist einerseits der Treffersitz entscheidend, andererseits die Geschosswirkung. Dies wird in Deutschland im Bundesjagdgesetz juristisch geregelt. Hier wird aber nur von Mindestkalibern und Mindestenergien gesprochen. Jäger suchen in der Regel eine höhere Gewissheit in der Auswahl der Kaliber.
In der Praxis werden daher verschiedene Empfehlungen gegeben, die auf praktischen Erfahrungen beruhen. Der ASPI gibt diese zumindest im Wesentlichen wieder.
Nicht wiedergegeben werden durch den ASPI die Auswirkung durch das Kaliber hinsichtlich z. B. Ablenkung von kleinen Kalibern durch Äste, Wundballistik oder die Auswirkungen des Geschosstyps.

## Berechnung und Nutzung
Die Berechnung des ASPI ist wie folgt:
{\displaystyle ASPI=E\cdot r^{2}\cdot \pi }
mit {\displaystyle E} als Bewegungsenergie des Geschosses
und {\displaystyle r} als Radius des Projektils
mit {\displaystyle E=1/2\cdot m\cdot v^{2}}
und {\displaystyle m} als Masse des Projektils
und {\displaystyle v} als Geschwindigkeit des Projektils.
Da Energie und Geschwindigkeit über die ballistische Flugbahn geringer werden, geht man in der Praxis von {\displaystyle E_{\text{0}}} als Mündungsenergie bzw. {\displaystyle v_{\text{0}}} als Mündungsgeschwindigkeit aus und bleibt innerhalb sinnvoller Reichweiten zum Ziel.
Leider wurden nur Tabellen veröffentlicht, die auf dem angelsächsischen Maßsystem von Inch und foot-pounds statt  Millimeter und Joule beruhen. Somit entspricht ein ASPI von 200 ft*lb*in² (Mindestwert auf Schwarzwild) etwa 170–180 kJmm² im metrischen System. Alphin verwendet aber in seinen Veröffentlichungen Werte aus nicht näher definierter Laborierung ({\displaystyle E_{\text{0}}} bzw. {\displaystyle v_{\text{0}}} bleiben unbekannt), wodurch im Vergleich außer der rein metrischen Umrechnung ein Korrekturfaktor von etwa 1,3 anzunehmen ist.
In der Datei ASPI metrisch sind exemplarisch metrische ASPI-Werte (Jmm²) zusammengestellt. Diese basieren auf den spezifizierten Durchmessern der Geschosse eines Kalibers und den spezifizierten Mündungsenergien bzw. -geschwindigkeiten. Für einige Kaliber wurden mangels publizierter Spezifikation Herstellerwerte verwendet.
So wird für Ansitzjagd und Pirsch auf Schwarzwild eine stärkere 7 × 57 mm als geeignet angesehen (ASPI{\displaystyle _{\text{englisch}}} 157 ft*lb*in², metrisch 120–132 kJmm²), für eine Drückjagd wird jedoch dringend eine 8 × 57 mm (ASPI{\displaystyle _{\text{englisch}}} 237 ft*lb*in², metrisch 191–218 kJmm²) empfohlen. Weitere Empfehlungen siehe jasw.de.
Damit liegt die Praxis hinsichtlich des ASPIs deutlich über den entsprechenden gesetzlichen Vorgaben des § 19 BJagdG:
Auf Rehwild ist es verboten, mit einem {\displaystyle E_{\text{100}}} unter 1000J zu jagen, auf sonstiges Schalenwild ist es verboten, mit einem Kaliber unter 6,5mm und {\displaystyle E_{\text{100}}} unter 2000J zu jagen.
Unter Annahme des üblichen Energieverlustes handelsüblicher Munition von {\displaystyle E_{\text{0}}} auf {\displaystyle E_{\text{100}}} ergibt sich somit ein Referenz-ASPI für Rehwild von 34 kJmm², auf das übrige Schalenwild von 88 kJmm². Im Sinne der jagdlichen Praxis und Waidgerechtigkeit sind insbesondere bei Bewegungsjagden und sonstigen negativen Einflüssen auf den Treffersitz die schon genannten ASPI-Werte mindestens zu erreichen. Eine .223 Remington erreicht zwar die gesetzlichen Werte, kann aber bei Hindernissen (Äste, Zweige, Gras) oder Witterungseinflüssen (Wind, Regen) möglicherweise abgelenkt werden. Sie erreicht einen ASPI, der vergleichbar mit einer schwachen .357 Magnum oder .40 S&W ist, die normalerweise nur zum Abfangen kranken Wildes benutzt werden. .308 Winchester oder 7 × 57 mm sind auf Rehwild geeigneter.